# Linia kolejowa nr 448
Linia kolejowa nr 448 – normalnotorowa, jedno- i dwutorowa, zelektryfikowana, pierwszorzędna linia kolejowa znaczenia państwowego na terenie Warszawy, łącząca stację Warszawa Zachodnia z Rembertowem.
Linia częściowo przebiega w podmiejskiej części tunelu średnicowego.